# Володарі вулиць
«Володарі вулиць» — американський кримінальний трилер 2019 року. Режисер і сценарист Джон Сваб. Продюсери Джон Сваб та Джеремі М. Розен.

## Зміст
Захищаючи найкращу подругу Лу, хлопець на ім'я Оскар вбиває її нещадного батька. Через скоєне він змушений переховуватись.
Згодом Оскар зустрічає кохання, знайомиться зі злочинним світом та корупцією. Хлопець майже забув про скоєне у минулому і стає лідером групи неблагонадійних дітей. Коли Лу переїздить в те ж місто у пошуках кращого життя, то влаштовується на роботу до приватного детектива.
Побачивши за попередні роки звіт Оскара про зниклу дитину, Лу має намір відшукати хлопчину, що колись врятував їй життя.

## Знімались
| Актор                | Роль     |
| -------------------- | -------- |
| Рон Перлман          | Бірді    |
| Майкл Пітт           | Оскар    |
| Вільям Форсайт       | Августус |
| Марк Бун молодший    | Свей     |
| Кайлі Роджерс        |          |
| Ісая Вітлок молодший |          |
| Дрю Гемінгвей        |          |
| Бред Картер          |          |
| Рене Віллетт         |          |
| Дерріл Кокс          |          |
| Сем Квартін          |          |
| Керолайн Маккензі    |          |